# 達魯瓦爾

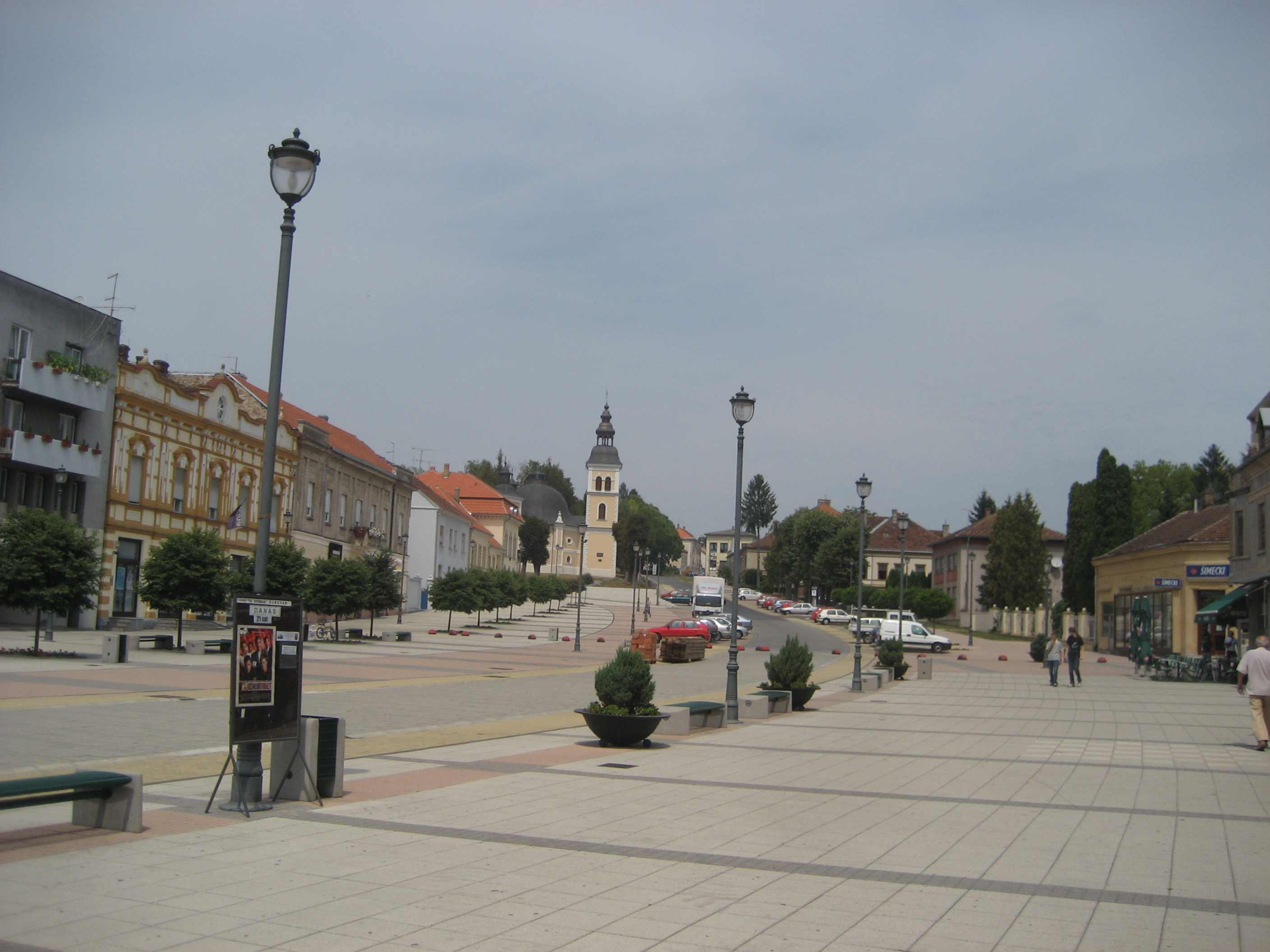

達魯瓦爾是克羅地亞的城鎮，位於該國東部，距離薩格勒布125公里，由別洛瓦爾-比洛戈拉縣負責管轄，面積64平方公里，海拔高度190米，2001年人口13,243。

## 外部連結
- Daruvar official site （页面存档备份，存于） （克羅埃西亞文）
- Daruvar city portal （克羅埃西亞文）
- Daruvarski Portfolio （页面存档备份，存于） （克羅埃西亞文）